# Klinger István (pap)
Klinger István (Szomolnok, 1831. december 24. – Budapest, Ferencváros, 1908. január 27.) teológiai doktor, rezsnyó-egyházmegyei áldozópap, a Szent Háromságról nevezett siklósi címzetes apát, szentszéki ülnök, egyetemi teológiai tanár.

## Élete
Klinger Jakab és Bellon Franciska fia. 1854. december 24-én miséspappá szentelték, majd teológiai tanár volt Rozsnyón és a papnövendékek lelki igazgatója. 1870. április 11-től 1905. október 3-ig a lelkipásztorkodás rendes tanára a budapesti egyetemen; 1878/79, 1882/83 és 1893/94-ben a hittudományi kar dékánja, 1888/89-ben az egyetem rektora volt. Halálát szívhűdés és influenza okozta.

## Munkái
- A tudomány czéljáról és feladatáról. Beszéd, melylyel a budapesti egyetem rectori székét 1888. szept. 16. elfoglalta. Bpest, 1888. (Acta reg. scient. Universitatis Budapestinensis 1888-89. Fasc. I.)
- Az ember természeti szabadságáról. Rectori beszéd 1889. máj. 13. Uo. 1889. (Acta reg. scient. Universitatis Budapestinensis 1889-99. Fasc. I.)